# Cesar Annej
Cesar Annej (安寧天皇 "Annej-tenno"), znana tudi kot "Šikicuhikotamatemi no Mikoto (磯城津彦玉手看天皇)" je bil tretji japonski cesar v skladu s tradicionalnim nasledstvom. Njegovemu življenju ne moremo z zagotovostjo pripisati datumov, po dogovoru je vladal med leti 549 in 511 pr. n. št., proti koncu Obdobja Džomon.

## Legenda
Sodobni strokovnjaki so postavili pod vprašaj obstoj vsaj prvih devetih cesarjev; Annejev potomec cesar Sudžin je prvi, za katerega sklepajo, da je dejansko obstajal. Ime Annej-tenno mu je bilo dodeljeno posmrtno v času cesarja Kanmuja. Zgodovinarji ga obravnavajo kot "legendarno osebnost", saj so podatki o njegovem življenju redki in pogosto nezanesljivi. Šele vladavini cesarja Kinmeja v 6. stoletju lahko pripišemo preverljive datume, imena in časi vladanja zgodnjih cesarjev so bili potrjeni kot tradicionalni v času cesarja Kanmuja, 50. vladarja dinastije Jamato.
V Kodžikiju in Nihon Šokiju sta zabeležena samo njegovo ime in rodoslovje. Trenutno ima kljub pomanjkanju dokazov o obstoju lastno cesarsko posvečeno svetišče (misasagi) z mavzolejem v Kašihari, imenovano nebi-jama no hicudžisaru Mihodo no i no e no misasagi. Uvrščajo ga kot drugega med osmimi nedokumentiranimi cesarji (欠史八代 "Kešši-hačidaj"), za katere ne poznamo legend, povezanih z njihovimi življenji.
Cesar Annej bil najstarejši ali edini sin cesarja Sujzeja s princeso Isuzujori. Pred kronanjem se je imenoval princ Šikicu-hiko Tamatemi. Džien je dokumentiral, da je vladal iz palače Ukena-no-mija pri Karaširu v Kavačiju, del kasnejše province Jamato. Njegovo posmrtno ime pomeni "stalna spokojnost". Ni dvoma, da je ime kitajskega izvora in budistično po implikaciji, kar nakazuje, da je bilo pridano stoletja kasneje, v času, ko so bile v Kodžiki zapisane legende o dinastiji Jamato.
- Obeležje na mestu cesarjevega dvora
- Svetišče z mavzolejem v Kašihari
- Cesarjeva grobnica
- Annej-tenno šintoistično svetišče